# Шейнин, Артём Григорьевич
Артём Григо́рьевич Ше́йнин (род. 26 января 1966, Москва, РСФСР, СССР) — российский журналист, телеведущий, пропагандист, редактор телевизионных программ и писатель. Первый заместитель директора Дирекции социальных и публицистических программ АО «Первый канал». Ведущий ток-шоу «Время покажет» (август 2016 — н. в.) и «Первая студия» (с 23 января по 20 июля 2017 года), ранее — руководитель программы «Познер» (2008—2022). Член Фонда «Академия российского телевидения» (2007 — н. в.).
Из-за поддержки российско-украинской войны и распространения пропаганды находится под персональными международными санкциями всех стран Европейского союза, Великобритании, Канады, Швейцарии, Украины.

## Биография
Артём Шейнин родился 26 января 1966 года в Москве.
В школьные годы занимался рукопашным боем. После окончания средней школы в военкомате попросился служить десантником, прошёл медкомиссию и был направлен в ДОСААФ, где впервые прыгнул с парашютом.
В 1984—1986 годах проходил военную службу по призыву в рядах Советской армии. Принимал участие в составе ОКСВА в боевых действиях в Демократической Республике Афганистан. Служил в составе 56-й отдельной гвардейской десантно-штурмовой бригады (56-й гв. одшбр) 40-й общевойсковой армии (40 ОА) Туркестанского военного округа ВС СССР. На втором году службы был назначен командиром отделения. Гвардии сержант ВДВ.
В 1993 году окончил исторический факультет Московского государственного университета имени М. В. Ломоносова (кафедра этнологии под руководством Владимира Владимировича Пименова).
В 1996 году работал антропологом, много путешествовал по Чукотке и Сахалину. В том же году увидел в газете объявление о том, что в программу «Бесконечное путешествие» на телеканале РТР (производство компании «DIXI») требуется ведущий. Шейнин пришёл на кастинг, но не прошёл его. Тогда продюсер передачи Татьяна Фонина назначила его на должность редактора, кем он и проработал в течение года. Занимал аналогичную должность в ток-шоу «Национальный интерес с Дмитрием Киселёвым».
Затем в качестве редактора и корреспондента принимал участие в работе над документальными фильмами из серии «Новейшая история» на телеканале НТВ («Афганский капкан», «Съезд побеждённых», «Красный день календаря», «Первая первая леди» и др.). Параллельно являлся шеф-редактором телепрограмм «Вместе» (ОРТ и МТРК «Мир»; программа о жизни стран СНГ), «Забытый полк» с Евгением Кириченко (НТВ) и «Однокашники» с Егором Пироговым (ТВС). В титрах программы «Однокашники» 2002 года он указан как «шеф-редактор Артём Зверухин».
С 2000 года по инициативе Татьяны Фониной Артём Шейнин стал сотрудничать с известным телеведущим Владимиром Познером. С февраля 2000 года по 2003 год — шеф-редактор программы «Времена», в 2003—2008 годах — руководитель этой программы. С ноября 2008 по февраль 2022 года — руководитель программы «Познер»; в данной должности, по словам Познера, занимается организацией съёмок, к содержанию программы не имея отношения. Также является креативным продюсером многосерийных документальных проектов, в которых Познер путешествует по странам мира вместе с Иваном Ургантом («Одноэтажная Америка», «Их Италия», «Германская головоломка», «Англия в общем и в частности», «Еврейское счастье» и т. д. — названия придуманы самим Шейниным).
В 2007—2010 годах принимал участие в телевизионном закадровом озвучивании документальных фильмов для «Discovery» и сериалов для «2x2», среди которых «Рино 911!», «Aqua Teen Hunger Force» (ATHF), «Злобный мальчик», «Доктор Кац», «Майти Буш», «Доктор Морф», «Не та дверь».
Впервые появился в кадре 1 апреля 2001 года, как автор репортажа для программы ОРТ «Времена», который был посвящён теме вегетарианства. Осенью 2003 года (показ в телеэфире 1 октября 2003 года) участвовал во второй серии документального фильма Евгения Кириченко «Чёрный октябрь Белого дома» (НТВ) к десятилетию событий октября 1993 года в Москве. 19 ноября 2010 года впервые принял участие в ток-шоу — в программе «Закрытый показ», где обсуждался фильм Сергея Говорухина «Никто, кроме нас». Помимо этого, участвовал в организации дебатов кандидатов в депутаты Государственной думы VI созыва в ноябре 2011 года от Дирекции социальных и публицистических программ «Первого канала».
C августа 2014 года (с момента создания) — продюсер ток-шоу «Время покажет» на «Первом канале», неоднократно участвовал в нём в качестве эксперта. В конце августа 2016 года, после избрания ведущего программы депутатом Государственной думы, Шейнин занял его место. В первой передаче 2017 года Шейнина сменил Анатолий Кузичев.
С 23 января по 20 июля 2017 года — ведущий ток-шоу «Первая студия» на «Первом канале». С апреля того же года периодически продолжает вести передачу «Время покажет», после закрытия «Первой студии» вернулся в неё окончательно. В 2017 году был номинирован на премию «ТЭФИ» и стал финалистом в категории «Вечерний прайм» в номинации «Ведущий общественно-политического ток-шоу прайм-тайма» за свою работу в ток-шоу «Первая студия».
Автор книг и фильмов об Афганской войне (1979—1989).
При содействии Шейнина в мае 2017 года Союз писателей Луганской Народной Республики (ЛНР) выпустил сборник прозы, поэзии и драматургии «Выбор Донбасса».
17 октября 2017 года Артём Шейнин попал в базу украинского сайта «Миротворец» из-за посещения Крыма (с формулировкой «за нарушение государственной границы Украины с целью проникновения в оккупированный Россией Крым»). В январе 2018 года в интервью интернет-радио MediaMetrics телеведущий сравнил свою работу с боевыми действиями в Донбассе. При этом отметил, что сам не поехал воевать из-за возраста.
С марта 2022 года ведёт авторский Telegram-канал ШЕЙНИН.

### Личная жизнь
Артём Шейнин женат вторым браком на Ольге (химике по образованию). Отец троих детей: сын Дмитрий (род. 1989) от первого брака, а также дочь Дарья (род. 2001) и сын Григорий (род. 2009) — от второго.
За две недели до своего 54-летия, 12 января 2020 года, Артём Шейнин принял крещение в Александро-Свирском монастыре, расположенном в Лодейнопольском районе Ленинградской области.

## Критика
Как отмечает издание The Insider, Шейнин выделяется на фоне других телеведущих «образом „гопника-хулигана“, обладающего ограниченным и весьма специфичным словарным запасом, особо агрессивными интонациями и шутками, рассчитанными на уровень умственно отсталых подростков».
Во время ведения политических ток-шоу Артём Шейнин часто занимается критикой Запада и США. При этом он не стесняется резких высказываний. Так, 20 октября 2016 года в ходе дискуссии, посвящённой смерти Арсена Павлова (Моторолы), в ответ на высказывание участника передачи режиссёра Григория Амнуэля, назвавшего Моторолу убийцей, которого нельзя считать героем, Шейнин заявил: «Я убивал, дальше что? Вы же сидите, со мной разговариваете. И для многих людей я вполне себе легитимен». На эту реплику Шейнина первой обратила внимание телекритик Ирина Петровская, чем вызвала бурную дискуссию в Сети. Артём Шейнин рассказал, что было после: 

«Это было сказано исключительно в рамках дискуссии. … Я не раз говорил, что я служил в Афганистане, поэтому Амнуэлю этот аргумент был понятен. А затем случилось вот что. Мне устроили информационную провокацию — вырвали слова из контекста и выложили в интернет. Но! Вся эта кампания закончилась почти сразу же. По инициативе самих её авторов. Почему? Потому что произошло неожиданное: после того поста мне вдруг начали писать люди, в том числе из либерального лагеря, со словами одобрения. Люди просто посмотрели мою биографию и всё поняли. Я был безгранично удивлён такой поддержке. Вышло так, что авторы провокации „подорвались“ на своей же бомбе. Они организовали мне сумасшедший пиар.»— Артём Шейнин, 10 февраля 2017 года.
Известен также резонансный случай, когда Шейнин в эфире «Первой студии» 20 апреля 2017 года принёс в студию программы ведро с наклейкой «Г**но» (2-я и 3-я буквы в слове были заменены звёздочками) и содержимым, внешне похожим на фекалии, для гостя студии из Украины блогера Сергея Запорожского. Причиной послужило то, что Шейнин предварительно указал Запорожскому на аккаунт «Бандеровский футбол» в Twitter, где некто от лица блогера сделал обещание «съесть ведро говна 01.01.2017, если к этому времени Крым не вернётся в Украину». В свою очередь Запорожский заявил, что выступает в социальных сетях только под собственным именем и только с двух своих официальных аккаунтов. Впоследствии Шейнин признал, что в действительности в ведре находился шоколад, и добавил, что даже если указанное сообщение не принадлежит Запорожскому, «он таких вёдер 10 заслужил».
Ксения Собчак в своём блоге в Instagram указала, что во время эфира «Время покажет» 12 декабря 2017 года, где она участвовала в качестве гостя, Шейнин неверно процитировал её слова, приписав ей фразу, которую она не говорила.
Во время эфира «Время покажет» 25 июня 2018 года Артём Шейнин произнёс нецензурное слово, комментируя итоги матча второго тура группового этапа Чемпионата мира по футболу 2018 года между сборными России и Уругвая, прошедшего на «Самаре Арене» и завершившегося со счётом 3:0 в пользу сборной Уругвая. По сообщению пресс-службы «Первого канала», «в связи с этим с Шейниным будет проведена беседа, после чего на него будет наложено взыскание».

### Инцидент в Италии
9 марта 2018 года украинский видеоблогер и десантник Валерий Ананьев, принимавший участие в антитеррористической операции (АТО) на востоке Украины, увидел Артёма Шейнина с женой в центре города Вероны (Италия) и после словесной перепалки назвал его пропагандистом войны, по вине которого с обеих сторон умирают люди, и несколько раз плюнул ему в лицо, добавив, что задушил бы его, если бы встретил в другом месте. Позже Шейнин, комментируя встречу с Ананьевым, назвал его поведение «хорошо продуманной провокацией», которая была направлена на то, чтобы «вызвать ответную реакцию с его стороны», и заявил, что испытывает к оппоненту «только жалость и сочувствие» и надеется, что когда-нибудь украинский блогер очнётся, придёт в себя и тогда они поговорят уже по-человечески.

## Международные санкции
Из-за поддержки российской агрессии и нарушения территориальной целостности Украины во время российско-украинской войны находится под персональными международными санкциями разных стран. С 15 марта 2022 года находится под санкциями всех стран Европейского союза. В рамках данных санкций власти Литвы наложили арест на его квартиру в Паланге площадью 100 м² и стоимостью более 60 тысяч €, которую Шейнин купил в 2014 году.

Артём Шейнин — российский пропагандист и ведущий ток-шоу «Время покажет» на контролируемом государством «Первом канале». Он делал заявления в поддержку незаконной аннексии Крыма и признания независимости так называемых Донецкой и Луганской народных республик. В своих прямых эфирах Шейнин пропагандирует этническую ненависть между украинцами и русскими, отрицает суверенитет и территориальную целостность Украины и клевещет на оппонентов Путина в России.— «Официальный журнал Европейского союза», Брюссель, 15 марта 2022 года
С 9 мая 2022 года находится под санкциями Великобритании за поддержку и пропаганду политики, подрывающей территориальную целостность и суверенитет Украины.
С 7 июля 2022 года находится под санкциями Канады как «российский деятель дезинформации и пропаганды» несущий ответственность «за создание условий и поддержку неспровоцированного и необоснованного вторжения России в Украину».
По аналогичным основаниям, с 16 марта 2022 года находится под санкциями Швейцарии. Указом президента Украины Владимира Зеленского от 19 октября 2022 года находится под санкциями Украины.

## Награды
- 2008 — благодарность президента Российской Федерации В. В. Путина (23 апреля 2008 года) — за информационное обеспечение и активную общественную деятельность по развитию гражданского общества в Российской Федерации[54].
- 2017 — финалист российской индустриальной телевизионной премии «ТЭФИ» в категории «Вечерний прайм» в номинации «Ведущий общественно-политического ток-шоу прайм-тайма» — за работу в ток-шоу «Первая студия» на «Первом канале»[27].
- 2022 — Орден Дружбы (2022, Донецкая Народная Республика)[55].
- Нагрудный знак Гвардия.
- Знак парашютист.